# Bridge 9 Records
Bridge 9 Records är ett amerikanskt skivbolag bildat 1995. Bolaget har sitt säte i Peabody utanför Boston, Massachusetts och är inriktat mot att ge ut hardcoremusik.
Bolaget har bland annat gett ut skivor med Give Up the Ghost, The Hope Conspiracy och Sick of It All.

### Fotnoter
1. 1 2  ”Bridge 9 Records”. Discogs.com. http://www.discogs.com/label/Bridge+Nine+Records. Läst 13 april 2012.